# 源延
源延（？—？），西平郡乐都县（今青海省海东市乐都区）人，北魏官员。

## 生平
源延个性谨慎敦厚喜好学习，最初作为功臣的儿子出任侍御中散，获赐爵武城子，出任西冶都将。源延去世后，朝廷赠予凉州刺史、广武侯，谥号简，儿子源鳞袭爵。

## 其它
首都师范大学特聘教授张金龙认为，出身于秃发鲜卑的源贺入魏后被魏太武帝当作宗室成员看待，获得了“直懃”身份，魏文成帝南巡的时候，源贺正在冀州刺史任上，作为当时北魏政治中有重要影响的人物，源贺子弟在朝廷担任禁卫武官而进入和平二年文成帝南巡随驾群臣名单的可能性很大，文成帝南巡碑碑阴题名所见“后军将军内三郎遂安子直懃乌地延”很可能就是源贺之子源延，源延与直懃乌地延之爵位名称有异，当然也不排除其封号曾发生变化之可能。

## 家庭

### 父亲
- 源贺，北魏征南将军、太尉、陇西宣王

### 兄弟姐妹
- 源怀，北魏使持节、侍中、骠骑大将军、都督平氐诸军事、冯翊惠公
- 源奂，北魏长乐郡太守
- 钦文姬辰，嫁侍中、镇西大将军、开府、云中镇大将、朔州刺史、琅邪康王司马金龙

### 子女
- 源鳞，北魏武城子